# Katharine Kerr
Ne doit pas être confondu avec Katherine Kerr.
Pour les articles homonymes, voir Kerr.
Œuvres principales
- Cycle de Deverry

Katharine Kerr, née le 3 octobre 1944 à Cleveland dans l'Ohio, est un auteur de fantasy et de science-fiction américain. Elle est notamment connue pour ses romans consacrés au pays de Deverry, une terre imaginaire peuplée de Celtes venus de Gaule après avoir fui la domination romaine.

## Œuvres

### Univers deDeverry

#### Cycle de Deverry
1. Le Sortilège de la dague, Mnémos, 2005 ((en) Daggerspell, 1986)  (ISBN 2-915159-57-2)
2. Le Sortilège de l'ombre, Mnémos, 2006 ((en) Darkspell, 1987)  (ISBN 2-915159-87-4)
3. Le Sortilège de l'aube, Mnémos, 2007 ((en) Dawnspell: The Bristling Wood, 1989)  (ISBN 978-2-35408-012-9)
4. Le Sortilège du dragon, Mnémos, 2008 ((en) Dragonspell: The Southern Sea, 1990)  (ISBN 978-2-35408-035-8)

#### SérieWestlands
1. (en) A Time of Exile, 1991
2. (en) A Time of Omens, 1992
3. (en) Days of Blood and Fire, 1993
4. (en) Days of Air and Darkness, 1994

#### SérieDragon Mage
1. (en) The Red Wyvern, 1997
2. (en) The Black Raven, 1999
3. (en) The Fire Dragon, 2000

#### SérieThe Silver Wyrm
1. (en) The Gold Falcon, 2006
2. (en) The Spirit Stone, 2007
3. (en) The Shadow Isle, 2008
4. (en) The Silver Mage, 2009

#### SérieThe Justice War
1. (en) Sword of Fire, 2020

#### Recueils de nouvelles
- (en) Deverry: Three Tales, 2014

### SérieNola O'Grady
1. (en) License to Ensorcell, 2011
2. (en) Water to Burn, 2011
3. (en) Apocalypse to Go, 2012
4. (en) Love on the Run, 2012

### SériePolar City
1. (en) Polar City Blues, 1990
2. (en) Polar City Nightmare, 2000Écrit avec Kate Daniel.

### SérieSorcerer's Luck
1. (en) Sorcerer's Luck, 2013
2. (en) Sorcerer's Feud, 2014

### SérieThe Pinch
1. (en) Palace, 1996Écrit avec Mark Kreighbaum.

### Romans indépendants
- (en) Freeze Frames, 1995
- (en) A Talent for Magic, 1997
- (en) Snare, 2003